# Eufaula (Alabama)
Eufaula è un comune degli Stati Uniti d'America situato nella contea di Barbour dello Stato dell'Alabama.

## Monumenti e luoghi e d'interesse
Notevole è la Casa Drewry-Mitchell-Moorer, iscritta al Registro nazionale dei siti storici dal 1972.